# Israelische Badmintonmeisterschaft 1997
Die Israelische Badmintonmeisterschaft 1997 war die 21. Austragung der nationalen Titelkämpfe von Israel im Badminton.

## Sieger und Finalisten
| Disziplin    | Gold                              | Silber                        |
| ------------ | --------------------------------- | ----------------------------- |
| Herreneinzel | Leon Pugach                       | Paz Ben-Sira                  |
| Dameneinzel  | Svetlana Zilberman                | Esther Kaufman                |
| Herrendoppel | Leon Pugach Eli Raymond           | Meni Gershon Paz Ben-Sira     |
| Damendoppel  | Shirley Daniel Svetlana Zilberman | Esther Kaufman Ira Srebrinski |
| Mixed        | Leon Pugach Svetlana Zilberman    | Yoni Azran Ira Srebrinski     |